# Готфрид фон Хоенлое-Браунек
Готфрид I фон Хоенлое-Браунек (на немски: Gottfried I von Hohenlohe-Brauneck; * ок. 1232/ пр. 1249, Браунек, днес в Креглинген, Вюртемберг; † 1312) е господар на Хоенлое-Браунек-Браунек (1249/1273 – 1306/1312).

## Произход
Той е син на граф Конрад фон Хоенлое-Браунек-Романя (ок. 1192 – 1249) и съпругата му Петриса фон Бюдинген (ок. 1194 – сл. 1249), наследничка във Ветерау, дъщеря на Герлах II фон Бюдинген (ок. 1157 – 1245) и Мехтилд фон Цигенхайн († 1229). Внук е на Хайнрих фон Вайкерсхайм-Хоенлое († сл. 1212) и Аделхайд фон Гунделфинген († сл. 1230). Брат е на Хайнрих I († 1267/1268), господар на Браунек-Нойхауз, Хоенлое-Халтенбергщетен (1249 – 1268), Конрад II (* 1232; † 1312), господар на Хоенлое-Браунек-Нойхауз († сл. 1251), Андреас фон Браунек († 1249, свещеник във Вюрцбург 1245), и на Мехтилд фон Хоенлое-Браунек († 1293), омъжена за пфалцграф Конрад фон Тюбинген († 1253), 1253 г. за Рупрехт II фон Дурн († 1306).
След смъртта на баща му (1249) фамилията се разделя на Хоенлое-Халтенбергщетен и Хоенлое-Браунек-Нойхауз.

## Фамилия
Първи брак: с Вилибирг († сл. 1278). Те имат децата:
- Гизела (* пр. 1305; † 25 май 1345), абатиса в Кицинген
- Готфрид II († 1354), господар на Грундлах, женен пр. 26 юли 1311 г. за Маргарета фон Грундлах († сл. 3 септември 1351)
- Андреас I († 4 април 1318), женен пр. 3 април 1311 г. за Евфемия фон Тауферс († 1329)
- Конрад († 10 юни 1332 – 7 декември 1333), приор в Ардагер (1309 – 1315), каноник във Вюрцбург и Фрайзинг (1311)
- Емих († сл. 1342), каноник във Вюрцбург (1293 – 1342)
- Елизабет († сл. 1309), абатиса във Фрауентал 1309

Втори брак: сл. 1278 г. с Елизабет фон Кирбург (* ок. 1246 в Кирбург; † 1305), дъщеря на вилдграф Емих II фон Кирбург-Шмидтбург († 1284) и Елизабет фон Монфор († сл. 1269). Те имат децата:
- Вилибирг († сл. 1301), омъжена пр. 1 май 1289 г. за граф Фридрих II фон Кастел († 1349)
- Готфрид 'Млади' († сл. 17 януари 1342)
- Евфемия († сл. 1318)
- Филип (* 1294; † сл. 1335), каноник във Вормс (1325), Вюрцбург и Майнц (1332), архдякон във Вюрцбург (1335)
- Агнес († 23 май 1350), омъжена пр. 21 март 1311 г. за Конрад IV фон Вайнсберг († 1323)
- Вернер (* пр. 1305; † сл. 27 февруари 1311), в свещен орден